# Зимерн (Хунсрик)
Зимерн (њем. Simmern/Hunsrück) град је у њемачкој савезној држави Рајна-Палатинат. Једно је од 134 општинска средишта округа Рајн-Хунсрик. Према процјени из 2010. у граду је живјело 7.736 становника. Посједује регионалну шифру (AGS) 7140144, NUTS (DEB19) и LOCODE (DE SIM) код.

## Географски и демографски подаци
Зимерн се налази у савезној држави Рајна-Палатинат у округу Рајн-Хунсрик. Град се налази на надморској висини од 400 метара. Површина општине износи 12,0 km². У самом граду је, према процјени из 2010. године, живјело 7.736 становника. Просјечна густина становништва износи 647 становника/km².

## Међународна сарадња
| Мјесто | Држава    | Врста сарадње | Од    |
| ------ | --------- | ------------- | ----- |
|        | Француска | партнерство   | 1969. |
| Извор  |           |               |       |